# Öxxö Xööx

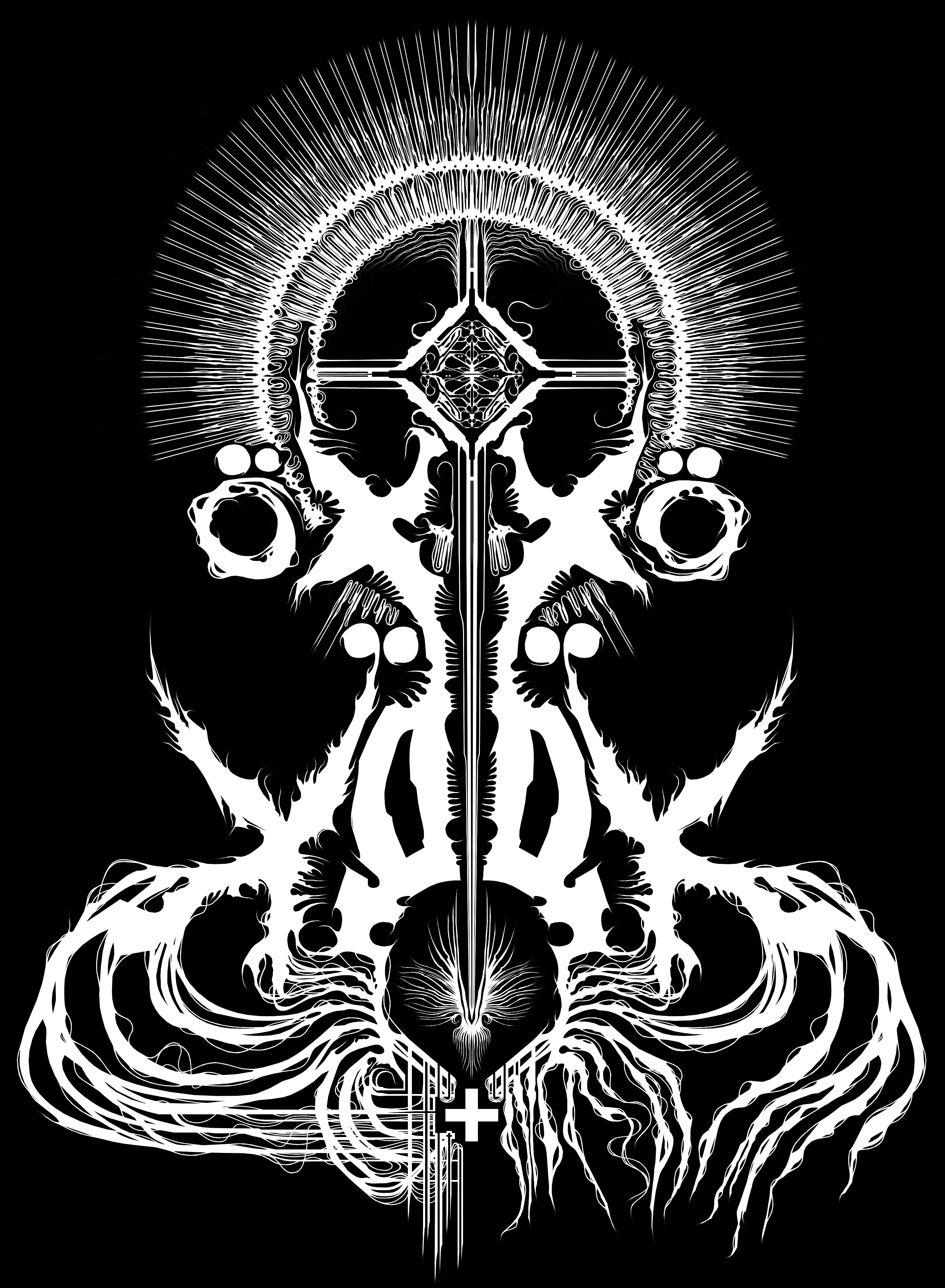
Logo d'Öxxö Xööx (album +)

Öxxö Xööx est un groupe français de doom metal avant-gardiste, originaire de Dieppe, qui puise son inspiration dans le néoclassique, la musique liturgique, le black metal rédempteur, la musique électronique et gothique. Le groupe est composé de trois membres : Laurent « Öxxö Xööx » Lunoir (musique, paroles, chant masculin, visuels), Laure « Rïcïnn » Le Prunenec (chant féminin), et Thomas « Isarnos » Jacquelin (batterie). Öxxö Xööx compte au total quatre albums, Rëvëürt (2011), Nämïdäë (2015), Ÿ (2019) et + (2024).

## Historique

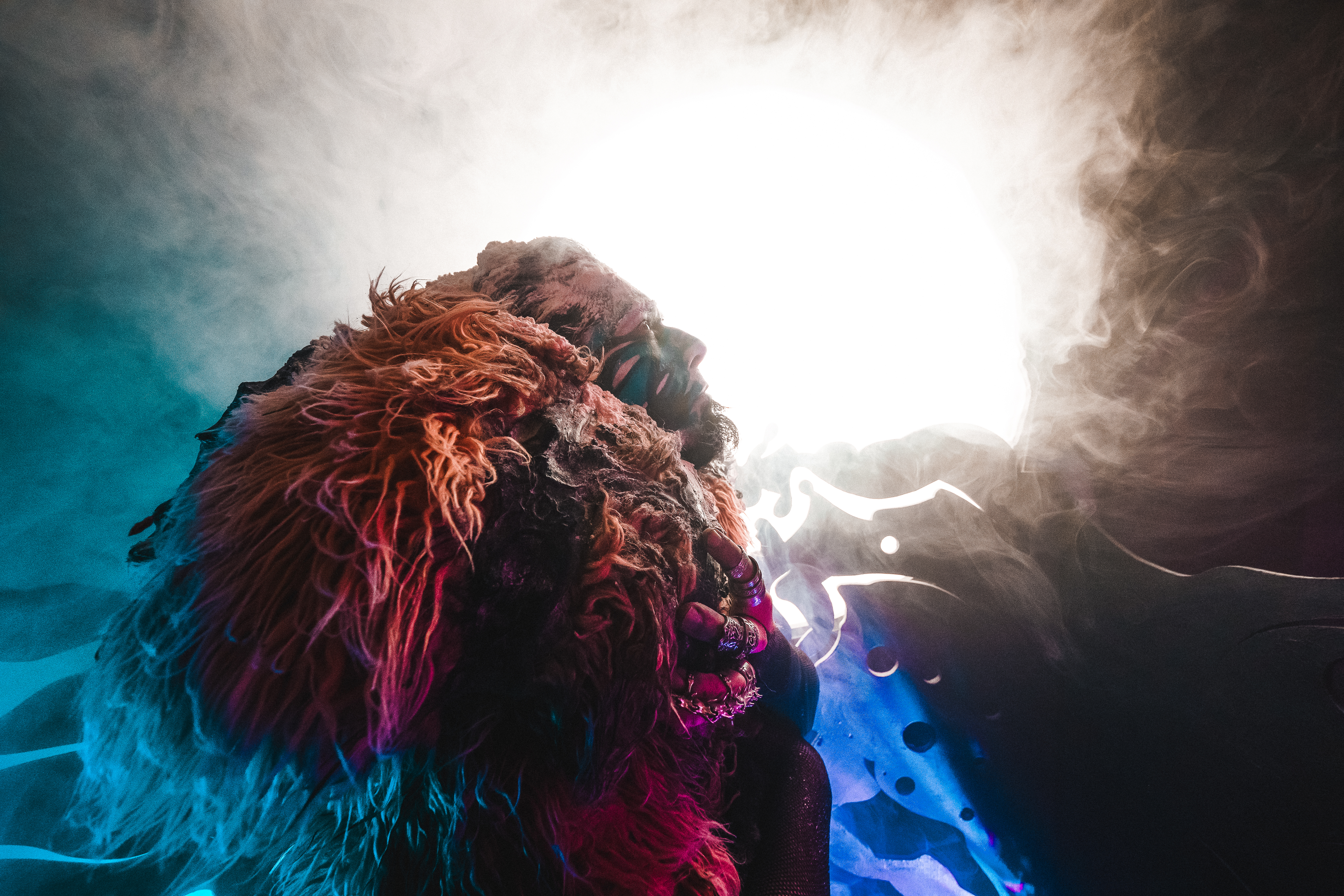
Öxxö Xööx (Laurent Lunoir)

Le groupe est formé en 2006 à Dieppe, en Seine-Maritime, du nom de scène de Laurent Lunoir,. Il est à noter qu'il chante avec un langage qu'il a lui-même créé, son lexique possède actuellement environ cinq cent cinquante mots.
En 2011 sort le premier album du groupe, Rëvëürt. En mars 2014, Öxxö Xööx signe un contrat avec le label Blood Music. Leur premier album, Rëvëürt, est annoncé en format vinyle pour la première fois. Entre-temps Blood Music annonce la sortie de l'album Nämïdäë à la période durant laquelle la post-production est terminée. La date de sortie est prévue pour fin 2014 ou début 2015. À la fin de 2014, le groupe publie son tout premier clip vidéo de la chanson LMDLM (Le Marécage De La Mélancolie) issue de l'album Nämïdäë. En 2015, le groupe publie donc son nouvel album, Nämïdäë,. Fin 2019, le groupe publie son deuxième clip vidéo (Lëïth Säë) issue du troisième album Ÿ, sorti le 29 novembre 2019 chez le label Blood Music. En 2023, Öxxö Xööx (Laurent Lunoir) décide de créer son propre label, LÏNÏ MUSIC, avec lequel il sort l'album + en 2024.

## Membres

### Membres actuels
- Laurent « Öxxö Xööx » Lunoir - tous les instruments, chant solo
- Laure « Rïcïnn » Le Prunenec - chant féminin
- Thomas « Isarnos » Jacquelin - batterie (depuis 2013)

## Discographie

### Öxxö Xööx
- 2011 : Rëvëürt[16] (Apathia Records, distribution)
- 2015 : Nämïdäë [17] (Blood Music)
- 2019 : Ÿ[18] (Blood Music)
- 2024 : +[19] (LÏNÏ MUSIC)